# Steven Stockman
Steven Gilbert Stockman (* 12. April 1958 in Toronto, Ontario; † 21. November 2013 in Peterborough, Ontario) war ein austro-kanadischer Eishockeyspieler.

## Karriere
Stockman spielte von 1975 bis 1978 in der Ontario Major Junior Hockey League, erst bei den London Knights und dann bei den Cornwall Royals. In der Saison 1978/79 spielte er bei den Port Huron Flags in der International Hockey League. Von 1979 bis 1981 lief er für die Erie Blades auf, bevor er während der Saison 1980/81 innerhalb der Eastern Hockey League zu den Hampton Aces wechselte. Die Spielzeit 1981/82 verbrachte Stockman bei den Fort Wayne Komets und Flint Generals in der IHL. Zwischen den Spieljahren 1982/83 und 1983/84 war er für die Erie Golden Blades in der Atlantic Coast Hockey League aktiv, bevor er während der Saison 1983/84 erneut zu den Flint Generals wechselte.
Ab 1984 wechselte Stockman nach Europa, wo er 1984/85 beim EHC Lustenau, 1985/86 beim Wiener EV, 1986/87 wieder zuerst beim EHC Lustenau in Österreich und anschließend beim HC Ambrì-Piotta in der Schweiz spielte. In der Saison 1986/87 ging er erneut zuerst beim EHC Lustenau aufs Eis, bevor er die Saison beim EHC Olten beendete. Die Spielzeit 1988/89 verbrachte der Stürmer beim EV Innsbruck, bevor er von 1989 bis 1991 beim Wiener EV aktiv war. Das Spieljahr 1991/92 stand Stockman beim EK Zell am See unter Vertrag und von 1992 bis 1994 beim UEC Mödling. Nachdem er in der Saison 1994/95 pausiert hatte, spielte er seine letzte Saison 1995/96 beim Kapfenberger SV.
Stockman verstarb im Jahr 2013 im Alter von 55 Jahren an einem Herzinfarkt.

### International
Nachdem er 1988 die österreichische Staatsbürgerschaft angenommen hatte, kam Stockman bei der B-Weltmeisterschaft  1989 für die österreichische Nationalmannschaft zum Einsatz.